# 70. Berlini Nemzetközi Filmfesztivál
A 70. Berlini Nemzetközi Filmfesztivál 2020. február 20. és március 1. között került megrendezésre, a nyitófilm Philippe Falardeautól az Egy évem Salingerrel, míg a zárófilm Mohammad Rasouloftól a Nincs gonosz volt. Utóbbi film nyerte az Arany Medve díjat is. A fesztivál zsűrielnöke Jeremy Irons brit színész volt.
Ez volt az első fesztivál, melyet az új igazgatóság, vagyis Mariette Rissenbeek ügyvezető igazgató és Carlo Chatrian művészeti igazgató vezetésével szerveztek meg.

## Zsűri
Az alábbi emberek voltak a fesztivál zsűrijének tagjai:

### Filmek
- Jeremy Irons, brit színész - Zsűrielnök
- Bérénice Bejo, francia színésznő
- Bettina Brokemper, német producer
- Annemarie Jacir, palesztin filmkészítő és költő
- Kenneth Lonergan, amerikai színműíró és filmkészítő
- Luca Marinelli, olasz színész
- Kleber Mendonça Filho, brazil filmkészítő, producer és filmkritikus

### Encounters
- Shōzō Ichiyama, japán producer[6]
- Dominga Sotomayor, chilei filmrendező, író és producer
- Eva Trobisch, német filmrendező

### Elsőfilmes produkciók
- Ognjen Glavonić, szerb filmrendező és író[7]
- Hala Lotfy, egyiptomi filmkészítő, producer és a Hassala Films alapítója
- Gonzalo de Pedro Amatria, filmtudós

### Dokumentumfilmek
- Gerd Kroske, német filmkészítő[8]
- Marie Losier, francia filmkészítő és kurátor
- Alanis Obomsawin, kanadai filmkészítő, énekes és művész

### Rövidfilmek
- Bucsi Réka, magyar filmkészítő[9]
- Fatma Çolakoğlu, török kurátor
- Lemohang Jeremiah Mosese, sotho filmkészítő és művész

## Versenyben lévő filmek
Az alábbi filmek voltak versenyben az Arany Medve- és az Ezüst Medve-díjakért:
| Magyar cím             | Eredeti cím                   | Rendező                                | Ország                                                 |
| ---------------------- | ----------------------------- | -------------------------------------- | ------------------------------------------------------ |
| Mind, aki elment       | Todos os mortos               | Caetano Gotardo, Marco Dutra           | Brazília, Franciaország                                |
| Favolacce              | Favolacce                     | Damiano D'Innocenzo, Fabio D'Innocenzo | Olaszország, Svájc                                     |
| Berlin, Alexanderplatz | Berlin, Alexanderplatz        | Burhan Qurbani                         | Németország, Hollandia, Franciaország                  |
| DAU. Natasha           | DAU. Natasha                  | Ilya Khrzhanovsky, Jekaterina Oertel   | Németország, Ukrajna, Egyesült Királyság, Ororszország |
| Rizi                   | 日子                          | Tsai Ming-liang                        | Tajvan                                                 |
| Előzmények törlése     | Effacer l'historique          | Benoît Delépine, Gustave Kervern       | Franciaország, Belgium                                 |
| First Cow              | First Cow                     | Kelly Reichardt                        | Amerikai Egyesült Államok                              |
| El akartam rejtőzni    | Volevo nascondermi            | Giorgio Diritti                        | Olaszország                                            |
| El Prófugo             | El Prófugo                    | Natalia Meta                           | Argentína, Mexikó                                      |
| Irradiés               | Irradiés                      | Rithy Panh                             | Franciaország, Kamodzsa                                |
| Schwesterlein          | Schwesterlein                 | Stéphanie Chuat, Véronique Reymond     | Svájc                                                  |
| Soha, néha, mindig     | Never Rarely Sometimes Always | Eliza Hittman                          | Amerikai Egyesült Államok                              |
| Molly                  | The Roads Not Taken           | Sally Potter                           | Egyesült Királyság                                     |
| Le sel des larmes      | Le sel des larmes             | Philippe Garrel                        | Franciaország, Svájc                                   |
| Siberia                | Siberia                       | Abel Ferrara                           | Olaszország, Németország, Mexikó                       |
| Nincs gonosz           | شیطان وجود ندارد              | Mohammad Rasoulof                      | Németország, Csehország, Irán                          |
| Hableány               | Undine                        | Christian Petzold                      | Németország, Franciaország                             |
| Domangchin yeoja       | 도망친 여자                   | Hong Sang-soo                          | Dél-Korea                                              |

### Encounters
Az alábbi filmeket vetítették a fesztivál Encounters szekciójában:
| Magyar cím                                                    | Eredeti cím                                                   | Rendező                      | Ország                                                                    |
| ------------------------------------------------------------- | ------------------------------------------------------------- | ---------------------------- | ------------------------------------------------------------------------- |
| Funny Face                                                    | Funny Face                                                    | Tim Sutton                   | Amerikai Egyesült Államok                                                 |
| Gunda                                                         | Gunda                                                         | Victor Kossakovsky           | Norvégia, Amerikai Egyesült Államok                                       |
| Isabella                                                      | Isabella                                                      | Matías Piñeiro               | Argentína                                                                 |
| Zabij to i wyjedz z tego miasta                               | Zabij to i wyjedz z tego miasta                               | Mariusz Wilczyński           | Lengyelország                                                             |
| Los Conductos                                                 | Los Conductos                                                 | Camilo Restrepo              | Brazília, Kolumbia, Franciaország                                         |
| Die letzte Stadt                                              | Die letzte Stadt                                              | Heinz Emigholz               | Németország                                                               |
| Malmkrog                                                      | Malmkrog                                                      | Cristi Puiu                  | Bosznia-Hercegovina, Észak-Macedónia, Románia, Szerbia, Svédország, Svájc |
| A metamorfose dos pássaros                                    | A metamorfose dos pássaros                                    | Catarina Vasconcelos         | Portugália                                                                |
| Nackte Tiere                                                  | Nackte Tiere                                                  | Melanie Waelde               | Németország                                                               |
| Orphea                                                        | Orphea                                                        | Khavn Kluge, Alexander Kluge | Németország                                                               |
| Služobníci                                                    | Služobníci                                                    | Ivan Ostrochovský            | Csehország, Írország, Románia, Szlovákia                                  |
| Laila aur satt geet                                           | Laila aur satt geet                                           | Pushpendra Singh             | India                                                                     |
| Shirley                                                       | Shirley                                                       | Josephine Decker             | Amerikai Egyesült Államok                                                 |
| The Trouble with Being Born                                   | The Trouble with Being Born                                   | Sandra Wollner               | Ausztria, Németország                                                     |
| The Works and Days (of Tayoko Shiojiri in the Shiotani Basin) | The Works and Days (of Tayoko Shiojiri in the Shiotani Basin) | Anders Edström, C.W. Winter  | Japán, Svédország, Egyesült Királyság, Amerikai Egyesült Államok          |

### Panorama
Az alábbi filmeket vetítették a fesztivál Panorama szekciójában:
| Magyar cím                                      | Eredeti cím                                     | Rendező                         | Ország                                                                            |
| ----------------------------------------------- | ----------------------------------------------- | ------------------------------- | --------------------------------------------------------------------------------- |
| À L'abordage                                    | À L'abordage                                    | Guillaume Brac                  | Franciaország                                                                     |
| Alltid Amber                                    | Alltid Amber                                    | Lia Hietala, Hannah Reinikainen | Svédország                                                                        |
| Az asszisztens                                  | The Assistant                                   | Kitty Green                     | Amerikai Egyesült Államok                                                         |
| Schwarze Milch                                  | Schwarze Milch                                  | Uisenma Borchu                  | Németország, Mongólia                                                             |
| Un crimen común                                 | Un crimen común                                 | Francisco Márquez               | Argentína, Brazília, Svájc                                                        |
| Digger                                          | Digger                                          | Georgis Grigorakis              | Görögország, Franciaország                                                        |
| Vento Seco                                      | Vento Seco                                      | Daniel Nolasco                  | Brazília                                                                          |
| Eeb Allay Ooo!                                  | Eeb Allay Ooo!                                  | Prateek Vats                    | India                                                                             |
| Exil                                            | Exil                                            | Visar Morina                    | Belgium, Németország, Koszovó                                                     |
| Otac                                            | Otac                                            | Srdan Golubović                 | Bosznia-Hercegovina, Horvátország, Franciaország, Németország, Szerbia, Szlovénia |
| Remény                                          | Håp                                             | Maria Sødahl                    | Norvégia, Svédország                                                              |
| Si c'était de l'amour                           | Si c'était de l'amour                           | Patric Chiha                    | Franciaország                                                                     |
| Mare                                            | Mare                                            | Andrea Štaka                    | Horvátország, Svájc                                                               |
| Minyan                                          | Minyan                                          | Eric Steel                      | Amerikai Egyesült Államok                                                         |
| Mughal Mowgli                                   | Mughal Mowgli                                   | Bassam Tariq                    | Egyesült Királyság                                                                |
| Futur Drei                                      | Futur Drei                                      | Faraz Shariat                   | Németország                                                                       |
| Aufzeichnungen aus der Unterwelt                | Aufzeichnungen aus der Unterwelt                | Tizza Covi, Rainer Frimmel      | Ausztria                                                                          |
| Las Mil y Una                                   | Las Mil y Una                                   | Clarisa Navas                   | Argentína, Németország                                                            |
| One of These Days                               | One of These Days                               | Bastian Günther                 | Németország, Amerikai Egyesült Államok                                            |
| Pari                                            | Pari                                            | Siamak Etemadi                  | Bulgária, Franciaország, Görögország, Hollandia                                   |
| Cidade Pássaro                                  | Cidade Pássaro                                  | Matias Mariani                  | Brazília                                                                          |
| Semina il vento                                 | Semina il vento                                 | Danilo Caputo                   | Franciaország, Görögország, Olaszország                                           |
| Suk Suk                                         | Suk Suk                                         | Ray Yeung                       | Hongkong                                                                          |
| Surge                                           | Surge                                           | Aneil Karia                     | Egyesült Királyság                                                                |
| Kød & Blod                                      | Kød & Blod                                      | Jeanette Nordahl                | Dánia                                                                             |
| Panorama Dokumente                              |                                                 |                                 |                                                                                   |
| O reflexo do lago                               | O reflexo do lago                               | Fernando Segtowick              | Brazília                                                                          |
| Bloody Nose, Empty Pockets                      | Bloody Nose, Empty Pockets                      | Bill Ross, Turner Ross          | Amerikai Egyesült Államok                                                         |
| Days of Cannibalism                             | Days of Cannibalism                             | Teboho Edkins                   | Franciaország, Hollandia, Dél-Afrika                                              |
| Kotlovan                                        | Kotlovan                                        | Andrey Gryazev                  | Ororszország                                                                      |
| I Dream of Singapore                            | I Dream of Singapore                            | Lei Yuan Bin                    | Szingapúr, Malajzia, Egyesült Királyság                                           |
| Si c'était de l'amour                           | Si c'était de l'amour                           | Patric Chiha                    | Franciaország                                                                     |
| Petite fille                                    | Petite fille                                    | Sébastien Lifshitz              | Franciaország, Belgium                                                            |
| Nardjes A.                                      | Nardjes A.                                      | Karim Aïnouz                    | Algéria, Brazília, Franciaország, Németország, Katar                              |
| Jetzt oder morgen                               | Jetzt oder morgen                               | Lisa Weber                      | Ausztria                                                                          |
| Schlingensief – In das Schweigen hineinschreien | Schlingensief – In das Schweigen hineinschreien | Bettina Böhler                  | Németország                                                                       |
| Isten hozott Csecsenföldön                      | Welcome to Chechnya                             | David France                    | Amerikai Egyesült Államok                                                         |

### Berlinale Special
Az alábbi filmeket vetítették a fesztivál Berlinale Special szekciójában:
| Magyar cím                       | Eredeti cím             | Rendező                           | Ország                                                 |
| -------------------------------- | ----------------------- | --------------------------------- | ------------------------------------------------------ |
| The American Sector              | The American Sector     | Courtney Stephens, Pacho Velez    | Amerikai Egyesült Államok                              |
| Sarlatán                         | Charlatan               | Agnieszka Holland                 | Csehország, Írország, Lengyelország, Szlovákia         |
| Curveball                        | Curveball               | Johannes Naber                    | Németország                                            |
| Dau                              | DAU. Degeneratsia       | Ilya Khrzhanovsky, Ilya Permyakov | Németország, Ukrajna, Egyesült Királyság, Ororszország |
| Golda Maria                      | Golda Maria             | Patrick Sobelman, Hugo Sobelman   | Franciaország                                          |
| High Ground                      | High Ground             | Stephen Maxwell Johnson           | Ausztrália                                             |
| Hillary                          | Hillary                 | Nanette Burstein                  | Amerikai Egyesült Államok                              |
| Az utolsó és az első emberek     | Last and First Men      | Jóhann Jóhannsson                 | Izland                                                 |
| Minamata                         | Minamata                | Andrew Levitas                    | Egyesült Királyság                                     |
| Egy évem Salingerrel             | My Salinger Year        | Philippe Falardeau                | Kanada, Írország                                       |
| Police                           | Police                  | Anne Fontaine                     | Franciaország                                          |
| Nomera                           | Nomera                  | Oleg Sentsov, Akhtem Seitablaiev  | Ukrajna, Lengyelország, Csehország, Franciaország      |
| Dilidoki                         | The Nutty Professor     | Jerry Lewis                       | Amerikai Egyesült Államok                              |
| Előre                            | Onward                  | Dan Scanlon                       | Amerikai Egyesült Államok                              |
| Paris Calligrammes               | Paris Calligrammes      | Ulrike Ottinger                   | Németország, Franciaország                             |
| Perzsa nyelvleckék               | Persian Lessons         | Vadim Perelman                    | Ororszország, Németország, Fehéroroszország            |
| Pinokkió                         | Pinocchio               | Matteo Garrone                    | Olaszország, Franciaország, Egyesült Királyság         |
| Speer Goes to Hollywood          | Speer Goes to Hollywood | Vanessa Lapa                      | Izrael                                                 |
| Yi zhi you dao hai shui bian lan | 一直游到海水变蓝        | Jia Zhangke                       | Kína                                                   |
| Eljött a vadászat ideje          | 사냥의 시간             | Yoon Sung-hyun                    | Dél-Korea                                              |

### Berlinale Shorts
Az alábbi produkciókat vetítették a fesztivál rövidfilmes felhozatalában:
| Magyar cím                             | Eredeti cím                            | Rendező                                         | Ország                                     |
| -------------------------------------- | -------------------------------------- | ----------------------------------------------- | ------------------------------------------ |
| 2008                                   | 2008                                   | Blake Williams                                  | Kanada                                     |
| À l'entrée de la nuit                  | À l'entrée de la nuit                  | Anton Bialas                                    | Franciaország                              |
| Aletsch Negative                       | Aletsch Negative                       | Laurence Bonvin                                 | Svájc                                      |
| Atkūrimas                              | Atkūrimas                              | Laurynas Bareisa                                | Litvánia                                   |
| Cause of Death                         | Cause of Death                         | Jyoti Mistry                                    | Dél-Afrika, Ausztria                       |
| A Demonstration                        | A Demonstration                        | Sasha Litvintseva, Beny Wagner                  | Németország, Hollandia, Egyesült Királyság |
| Filipiñana                             | Filipiñana                             | Rafael Manuel                                   | Fülöp-szigetek, Egyesült Királyság         |
| Écume                                  | Écume                                  | Omar Elhamy                                     | Kanada                                     |
| Genius Loci                            | Genius Loci                            | Adrien Mérigeau                                 | Franciaország                              |
| Girl and Body                          | Girl and Body                          | Charlotte Mars                                  | Ausztrália                                 |
| Gumnaam Din                            | Gumnaam Din                            | Ekta Mittal                                     | India                                      |
| HaMa'azin                              | HaMa'azin                              | Omer Sterenberg                                 | Izrael                                     |
| How to Disappear                       | How to Disappear                       | Robin Klengel, Leonhard Müllner, Michael Stumpf | Ausztria                                   |
| Huntsville Station                     | Huntsville Station                     | Jamie Meltzer, Chris Filippone                  | Amerikai Egyesült Államok                  |
| Inflorescence                          | Inflorescence                          | Nicolaas Schmidt                                | Németország                                |
| It Wasn't the Right Mountain, Mohammad | It Wasn't the Right Mountain, Mohammad | Mili Pecherer                                   | Franciaország                              |
| My Galactic Twin Galaction             | My Galactic Twin Galaction             | Sasha Svirsky                                   | Ororszország                               |
| Ensayo de una despedida                | Ensayo de una despedida                | Agustina Comedi                                 | Argentína                                  |
| Celle qui porte la pluie               | Celle qui porte la pluie               | Marianne Métivier                               | Kanada                                     |
| So We Live                             | So We Live                             | Rand Abou Fakher                                | Belgium                                    |
| Stump the Guesser                      | Stump the Guesser                      | Guy Maddin, Evan Johnson, Galen Johnson         | Kanada                                     |
| T                                      | T                                      | Keisha Rae Witherspoon                          | Amerikai Egyesült Államok                  |
| Union County                           | Union County                           | Adam Meeks                                      | Amerikai Egyesült Államok                  |
| Veitstanz/Feixtanz (1988)              | Veitstanz/Feixtanz (1988)              | Gabriele Stötzer                                | Kelet-Németország                          |

## Győztesek
- Arany Medve: Nincs gonosz (Mohammad Rasoulof)
- Zsűri Nagydíja: Soha, néha, mindig (Eliza Hittman)
- Ezüst Medve díj a legjobb rendezőnek: Hong Sang-soo (Domangchin yeoja)
- Ezüst Medve díj a legjobb színésznőnek: Paula Beer (Hableány)
- Ezüst Medve díj a legjobb színésznek: Elio Germano (El akartam rejtőzni)
- Ezüst Medve díj a legjobb forgatókönyvnek: Damiano and Fabio D'Innocenzo (Favolacce)
- Ezüst Medve díj a kiemelkedő művészi teljesítményért (operatőr): Jürgen Jürges (DAU. Natasha)
- Jubileumi Ezüst Medve díj: Előzmények törlése (Benoît Delépine, Gustave Kervern)
- Arany Medve díj a legjobb rövidfilmnek: Keisha Rae Witherspoon (T)
- Legjobb elsőfilmes produkció: Camilo Restrepo (Los conductos)
- Encounters
  - Legjobb film: The Works and Days (of Tayoko Shiojiri in the Shiotani Basin) (C.W. Winter, Anders Edström)
  - Legjobb rendező: Cristi Puiu (Malmkrog)
  - A zsűri különdíja: The Trouble with Being Born (Sandra Wollner)
    - Tiszteletbeli említés: Isabella (Matías Piñeiro)
- Panorama Publikumspreis, a Közönség-díj:
  - 1. hely: Otac (Srdan Golubović)
  - 2. hely: Futur Drei (Faraz Shariat)
  - 3. hely: Remény (Maria Sødahl)
- Dokumentumfilmes Panorama-díj:
  - 1. hely: Isten hozott Csecsenföldön (David France)
  - 2. hely: Saudi Runaway (Susanne Regina Meures)
  - 3. hely: Petite fille (Sébastien Lifshitz)
- Generation 14Plus
  - Kristály Medve a legjobb filmnek: Notre-Dame du Nil (Atiq Rahimi)
    - Tiszteletbeli említés: White Riot (Rubika Shah)

  - Kristály Medve a legjobb rövidfilmnek: Clebs (Halima Ouardiri)
    - Tiszteletbeli említés: Goodbye Golovin (Mathieu Grimard)

  - A nemzetközi zsűri díja a legjobb filmnek: Meu Nome é Bagdá (Caru Alves de Souza)
    - Tiszteletbeli említés: Kaze no denwa (Nobuhiro Suwa)

  - A nemzetközi zsűri különdíja a legjobb rövidfilmnek: Clebs (Halima Ouardiri)
    - Tiszteletbeli említés: White Winged Horse (Mahyar Mandegar)
- Generation KPlus
  - Kristály Medve-díj a legjobb filmnek: Édes idők (Alexandre Rockwell)
    - Tiszteletbeli említés: B mint boldogság (John Sheedy)

  - Kristály Medve-díj a legjobb rövidfilmnek: El nombre del hijo (Martina Matzkin)
    - Tiszteletbeli említés: La Petite (Amira Géhanne Khalfallah)

  - A nemzetközi zsűri díja a legjobb filmnek: Los lobos (Samuel Kishi Leopo)
    - Tiszteletbeli említés:
      - Cukorfalatok (Maïmouna Doucouré)
      - Mamá, mamá, mamá (Sol Berruezo Pichon-Rivière)

  - A nemzetközi zsűri különdíja a legjobb rövidfilmnek: El nombre del hijo (Martina Matzkin)
    - Tiszteletbeli említés: Badbadakha (Seyed Payam Hosseini)
- Teddy-díj
  - Legjobb egész estés film: Futur Drei (Faraz Shariat)
  - Legjobb dokumentumfilm: Si c'était de l'amour (Patric Chiha)
  - Legjobb rövidfilm: Ensayo de una despedida (Agustina Comedi)
  - A zsűri különdíja: Rizi (Tsai Ming-liang)
- FIPRESCI-díj
  - Versenyben lévő filmek: Hableány (Christian Petzold)
  - Panorama: Mughal Mowgli (Bassam Tariq)
    - Tiszteletbeli említés: À L'abordage (Guillaume Brac)

  - Forum: The Twentieth Century (Matthew Rankin)
    - Tiszteletbeli említés: Overtures (The Living and the Dead Ensemble)

  - Encounters: A metamorfose dos pássaros (Catarina Vasconcelos)
- Ökumenikus Zsűri díja
  - Versenyben lévő filmek: Nincs gonosz (Mohammad Rasoulof)
  - Panorama: Otac (Srdan Golubović)
    - Tiszteletbeli említés: Saudi Runaway (Susanne Regina Meures)
- Caligari filmdíj
  - Victoria (Sofie Benoot, Liesbeth De Ceulaer, Isabelle Tollenaere)
- Heiner Carow-díj
  - Garagenvolk (Natalija Yefimkina)
- Compass-Perspektive-díj
  - Walchensee Forever (Janna Ji Wonders)
- Kompagnon-Fellowship
  - Perspektive Deutsches Kino: 111 (Hristiana Rykova)
  - Berlinale Talents: Arctic Link (Ian Purnell)

## Fordítás
- Ez a szócikk részben vagy egészben  a(z)   70th Berlin International Film Festival című angol Wikipédia-szócikk fordításán alapul.  Az eredeti cikk szerkesztőit annak laptörténete sorolja fel. Ez a jelzés csupán a megfogalmazás eredetét és a szerzői jogokat jelzi, nem szolgál a cikkben szereplő információk forrásmegjelöléseként.